# Acontia pauliani
Acontia pauliani is een vlinder van de familie van de uilen (Noctuidae). De wetenschappelijke naam van deze soort is voor het eerst voorgesteld als Tarache pauliani door Pierre Viette in een publicatie uit 1965.
De soort komt voor op Madagaskar.